# Masataka Nishimoto
Masataka Nishimoto (født 11. juni 1996) er en japansk fodboldspiller, som spiller for den japanske fodboldklub Cerezo Osaka.